# Elmenhorst (Kalkhorst)
Elmenhorst ist ein Ortsteil der Gemeinde Kalkhorst im Landkreis Nordwestmecklenburg in Mecklenburg-Vorpommern.

## Geografie und Verkehrsanbindung
Elmenhorst liegt nordöstlich des Kernortes Kalkhorst an der Kreisstraße K 12. Die Entfernung zur Ostsee beträgt in nördlicher Richtung 2 km. 

## Sehenswürdigkeiten
In der Liste der Baudenkmale in Kalkhorst sind für Elmenhorst drei Baudenkmale aufgeführt:
- die Dorfkirche Elmenhorst, eine frühgotische Backsteinkirche auf kreuzförmigem Grundriss
- Gutsanlage mit zwei Speichern, zwei Ställen und Scheune
- ein Bauernhof mit Wohnhaus und Scheune (Dorfstraße 44)

## Radarstellung Elmenhorst
Nördlich des Ortsteils Elmenhorst die Radarstellung Kalkhorst des Einsatzführungsdienstes der Luftwaffe der Bundeswehr. Auftrag der Radarstellung ist die Luftraumüberwachung. Dazu wird ein D-Band-Phased-Array Radarsystem vom Typ RRP 117 betrieben. Sie wird vom Abgesetzten Technischen Zug 356 betrieben.

## Persönlichkeiten

### Söhne und Töchter des Ortes
- Luise Schmidt (1855–1924), Malerin